# Fido Dido
Fido Dido es un personaje ficticio creado por las dibujantes Joanna Ferrone y Sue Rose. Fue muy popular en la década de 1990 como imagen de la bebida gaseosa 7 Up.

## Historia
Fido Dido fue creado en 1985 por Sue Rose y Joanna Ferrone, dos diseñadoras de Nueva York: la primera dibujó el diseño preliminar en una servilleta de papel, mientras que la segunda le puso el nombre. El personaje es un chico joven dibujado en blanco y negro con aspecto delgado, pelos de punta y una actitud despreocupada.
La idea inicial de ambas era utilizarlo como marca para vender productos, y a finales de los años 1980 lograron popularizar camisetas bajo el eslogan Fido is for Fido, Fido is against no one («Fido está a favor de Fido, Fido no va contra nadie»), disponibles en grandes almacenes.
En 1988, Rose y Ferrone llegaron a un acuerdo con PepsiCo para convertir a Fido Dido en la mascota de 7 Up a nivel mundial. En Estados Unidos los derechos de 7-Up pertenecían a Dr Pepper, que utilizaba como mascota a Cool Spot, por lo que Fido Dido se convirtió allí en la imagen del refresco Slice. El personaje obtuvo mucha popularidad durante los cinco años que duró el primer acuerdo, así que PepsiCo lo ha utilizado en posteriores campañas publicitarias.
El uso de Fido Dido no era exclusivo de 7-Up. Rose y Ferrone crearon animaciones con el personaje para el bloque de programación infantil de CBS desde 1990 hasta 1993, y ese mismo año se había diseñado un videojuego para Mega Drive y Super Nintendo que nunca se llegó a comercializar por cuestiones financieras.